# Station Varde Nord
Station Varde Nord is een spoorweghalte in het Deense Varde. De halte ligt aan de lijn Esbjerg - Struer ten noorden van het station Varde. Treinen stoppen er alleen op verzoek. Tussen 1992 en 2002 lag tussen Varde Nord en Varde nog een halte, Arnbjerg, maar die is inmiddels weer afgebroken. 